# Штефан Гірлендер
Штефан Гірлендер (нім. Stefan Hierländer, нар. 3 лютого 1991, Філлах) — австрійський футболіст, півзахисник клубу «Штурм» (Грац).
Також відомий виступами за клуби «Аустрія Кернтен» та «Ред Булл», а також молодіжну збірну Австрії.

## Клубна кар'єра
Вихованець юнацьких команд футбольних клубів «Грейфенбург», «Шпітталь», «Кернтен» та «Сампдорія».
У дорослому футболі дебютував 2008 року виступами за команду клубу «Аустрія Кернтен», в якій провів два сезони, взявши участь у 38 матчах чемпіонату. 
До складу клубу «Ред Булл» приєднався 2010 року. Відіграв за команду з Зальцбурга протягом наступних чотирьох років 79 матчів в національному чемпіонаті.
31 травня 2014 року уклав дворічний контракт з німецьким клубом «РБ Лейпциг».

## Титули і досягнення
- Володар Кубка Австрії (5):

«Ред Булл» (Зальцбург): 2011-12, 2013-14
«Штурм»: 2017-18, 2022-23, 2023-24
- Чемпіон Австрії (4):

«Ред Булл» (Зальцбург): 2011-12, 2013-14
«Штурм»: 2023-24, 2024-25